# Diplycosia malayana
Diplycosia malayana là một loài thực vật có hoa trong họ Thạch nam. Loài này được (King & Gamble) Argent mô tả khoa học đầu tiên năm 2002.